# بهارات داینامیکس
بهارات داینامیکس (انگلیسی: Bharat Dynamics) شرکت دولتی صنایع دفاعی هندی است، که در سال ۱۹۷۰ تأسیس شد.